# Paul-Gerhardt-Kirche (Langwasser)
Die evangelisch-lutherische Paul-Gerhardt-Kirche in Nürnberg-Langwasser wurde 1961 von Franz Reichel entworfen und ist unter der Aktennummer D-5-64-000-2458 in der Denkmalliste Bayern eingetragen.

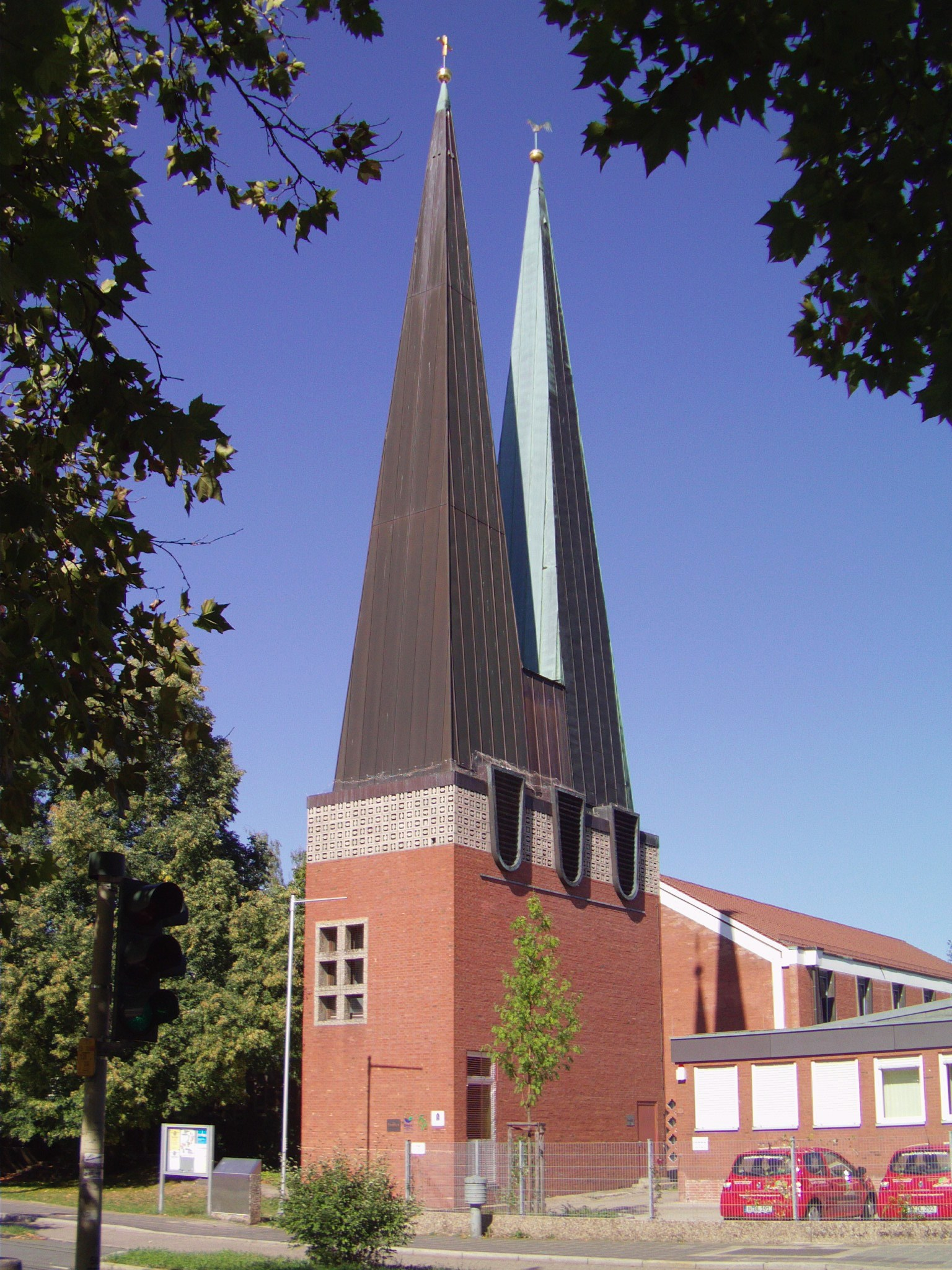
Freistehender Kirchturm

## Geschichte & Architektur
Das evangelisch-lutherische Gemeindezentrum wurde zwischen 1960 und 1961 errichtet. Von der Straße zurückgesetzt befindet sich die giebelständige Pfarrkirche. Ein Sichtziegelbau mit Betonbindern und einem Satteldach. Traufseitig besitzt der Saalbau spatenförmige Fenster und eine Chorwand mit zwölfteiliger, farbverglaster Befensterung. Der freistehende Kirchturm ist in Sichtziegelbauweise erbaut. Betonierte Klangöffnungen und zwei kupfergedeckte Spitzhelme charakterisieren den Glockenturm. Gemeindehaus und Pfarrhaus sind eingeschossig in Sichtziegelmauerwerk erstellt und ordnen sich um einen Innenhof an. Der offene Laubengang verbindet Kirchturm, Pfarrhaus und Pfarrkirche.
Juliane Schölß gestaltete 2016 einen versilberten Kelch für den sakralen Innenraum.

## Baudenkmal
Das Ensemble, bestehend aus Kirche, Gemeindehaus, Pfarrhaus und Kirchturm, steht unter Denkmalschutz und ist im Denkmalatlas des Bayerischen Landesamtes für Denkmalpflege eingetragen.

## Orgel
Die Orgel mit 16 Registern auf zwei Manualen und Pedal wurde 1973 von Willi Peter erbaut. Die Disposition des rein mechanischen Schleifladen-Instruments lautet:
| I Hauptwerk C–g3 |       |
| Principal        | 8′    |
| Rohrflöte        | 8′    |
| Octave           | 4′    |
| Sesquialter II   | 2 ⁄3′ |
| Waldflöte        | 2′    |
| Mixtur IV–VI     | 1 ⁄3′ |

| II Schwellwerk C–g3 |      |
| Gedeckt             | 8′   |
| Principal           | 4′   |
| Quintade            | 4′   |
| Octave              | 2′   |
| Cimbel III          | 1⁄3′ |
| Schalmei            | 8′   |
| Tremulant           |      |

| Pedal C–f1 |        |
| Subbaß     | 16′    |
| Gemshorn   | 08′    |
| Dolkan     | 04′+2′ |
| Trompete   | 08′    |

- Koppeln: II/I, I/P, II/P